# Zygmunt Gonzaga Myszkowski

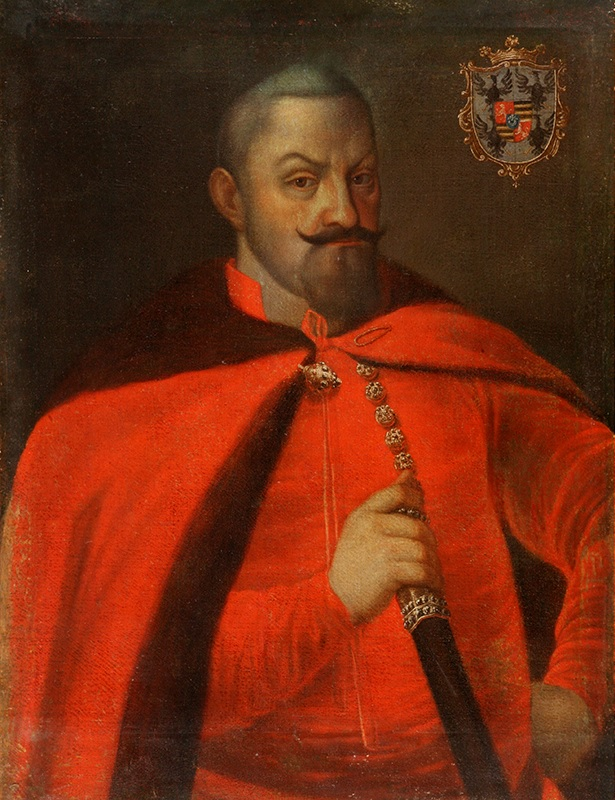
Portret Myszkowskiego z Muzeum Narodowego w Kielcach, dawniej w zbiorach Wielopolskich w Chrobrzu, powstał prawdopodobnie w 1 poł. XVII wieku już po śmierci margrabiego.

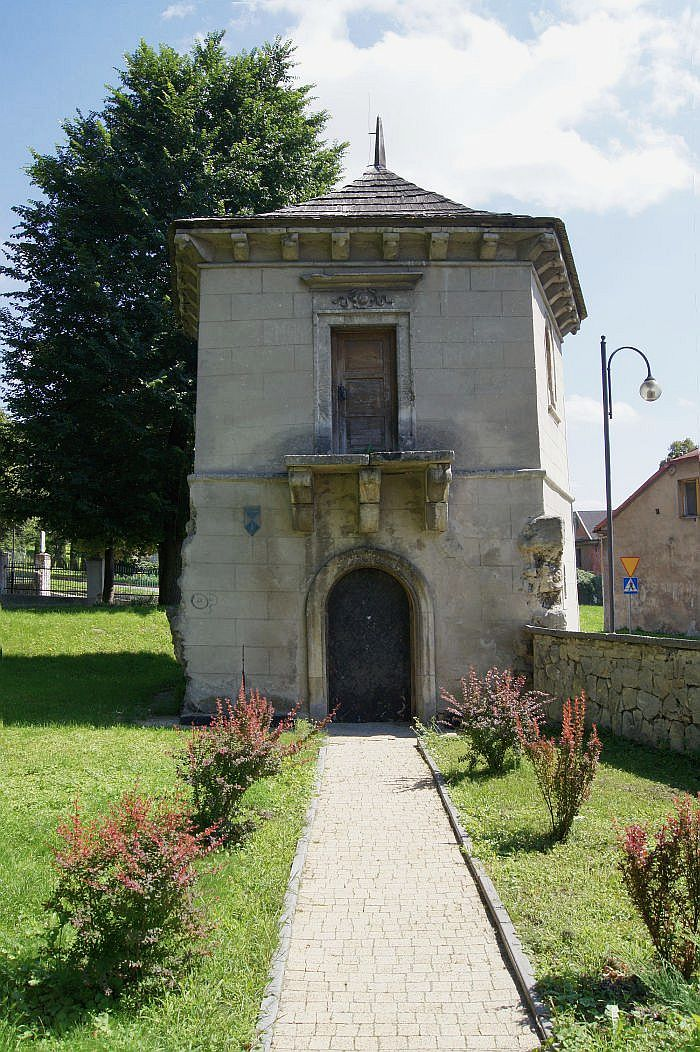
Rezydencja margrabiów Myszkowskich w Pińczowie została rozebrana przez Wielopolskich na przełomie XVIII i XIX wieku; do dziś ocalał jedynie zamkowy pawilon ogrodowy, wzniesiony z fundacji Zygmunta Gonzagi Myszkowskiego według planów Santi Gucciego.

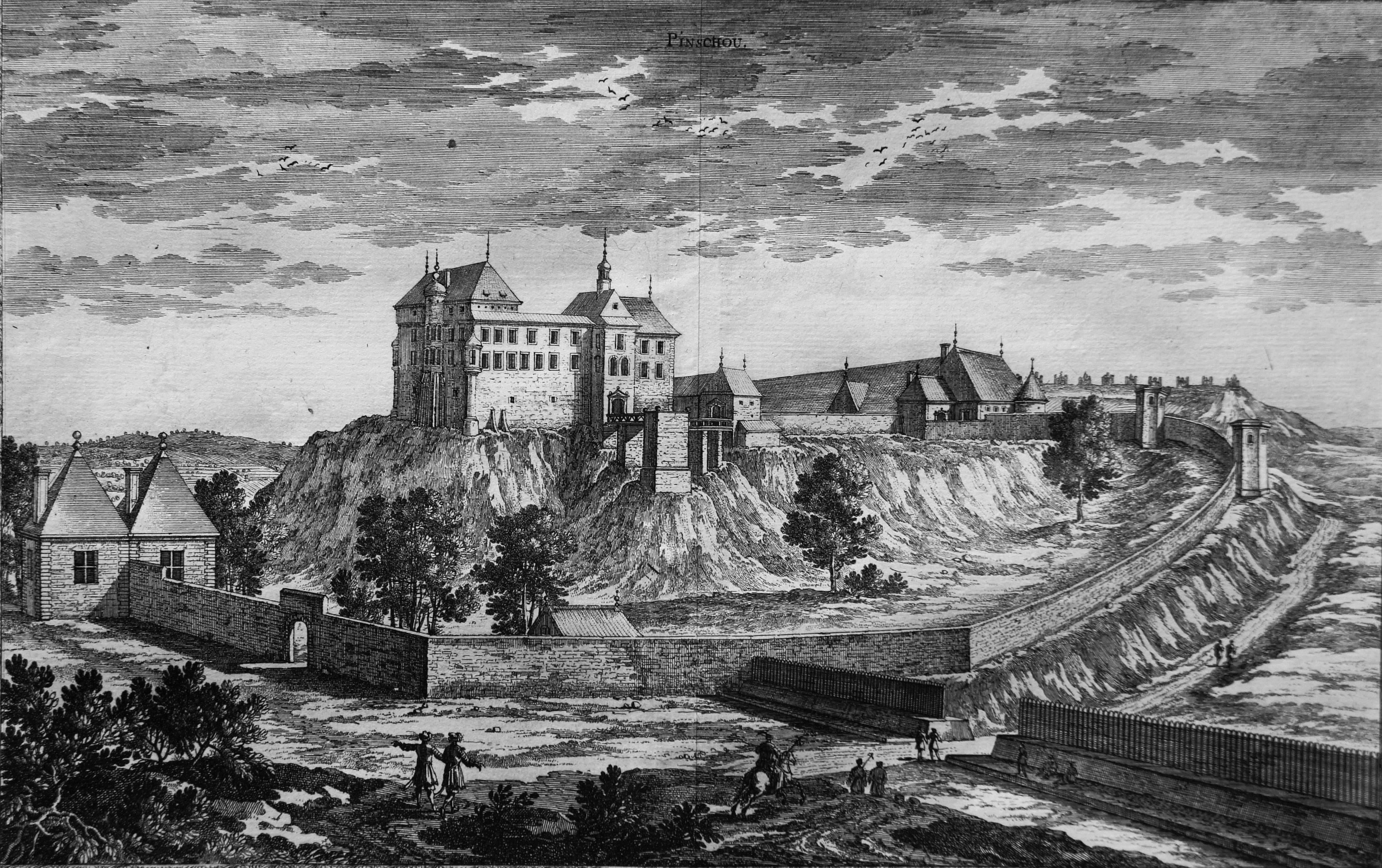
Zamek Gonzagów Myszkowskich w Pińczowie w 1657 roku, miedzioryt wg rys. Erika Dahlbergha.

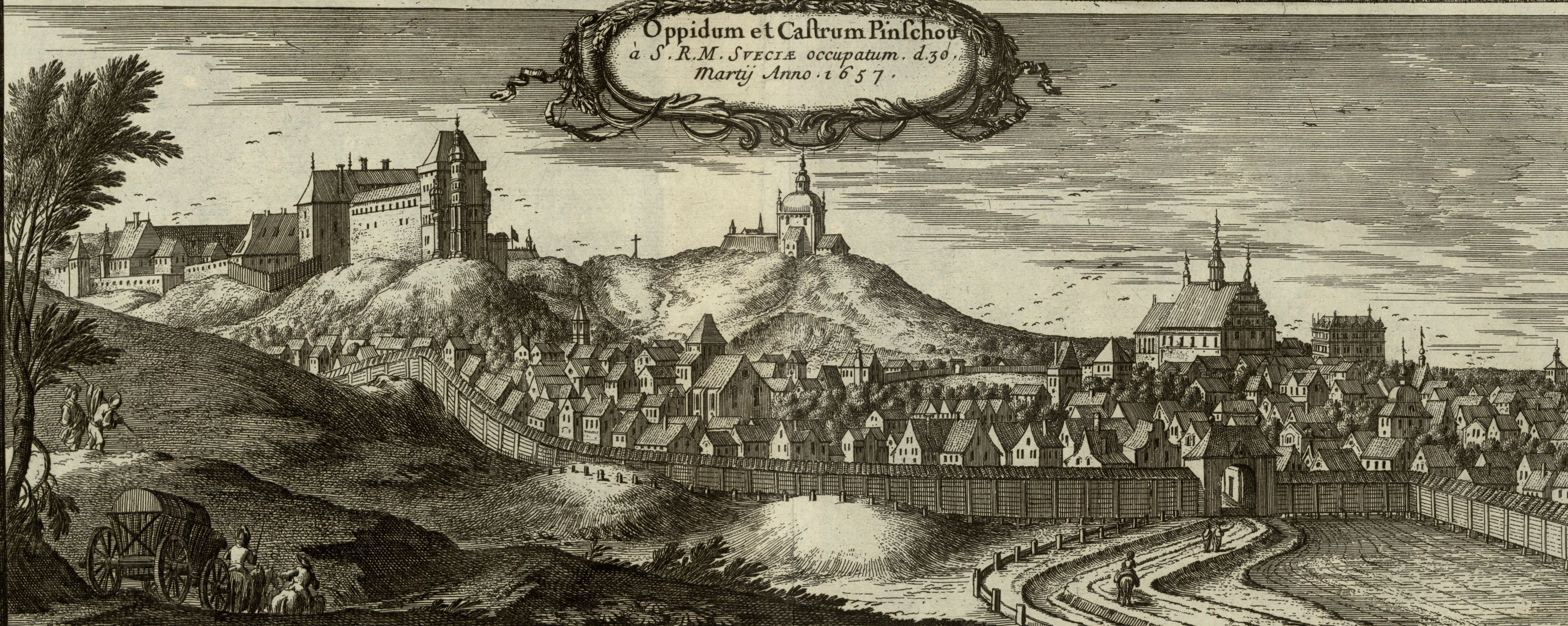
Najstarszy widok Pińczowa, sztych wg rysunku Erika Dahlbergha z 1657 roku.

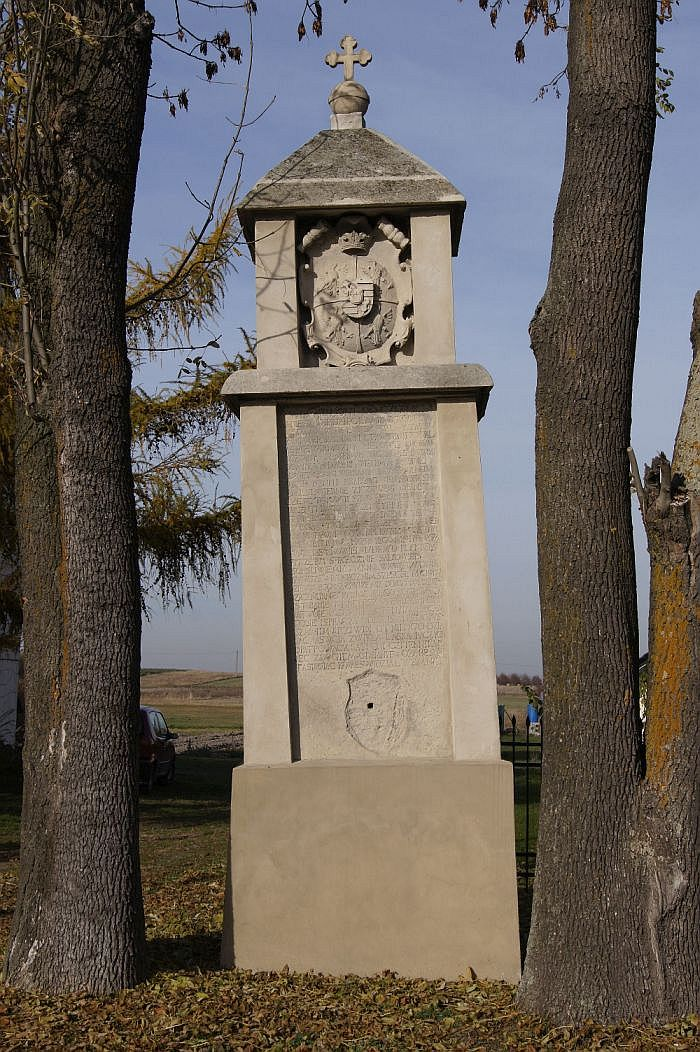
Pomnik ku czci Zygmunta Gonzagi Myszkowskiego, we wsi Włochy pod Pińczowem, wzniósł w 1609 roku dworzanin margrabiego – Walenty Kącki.

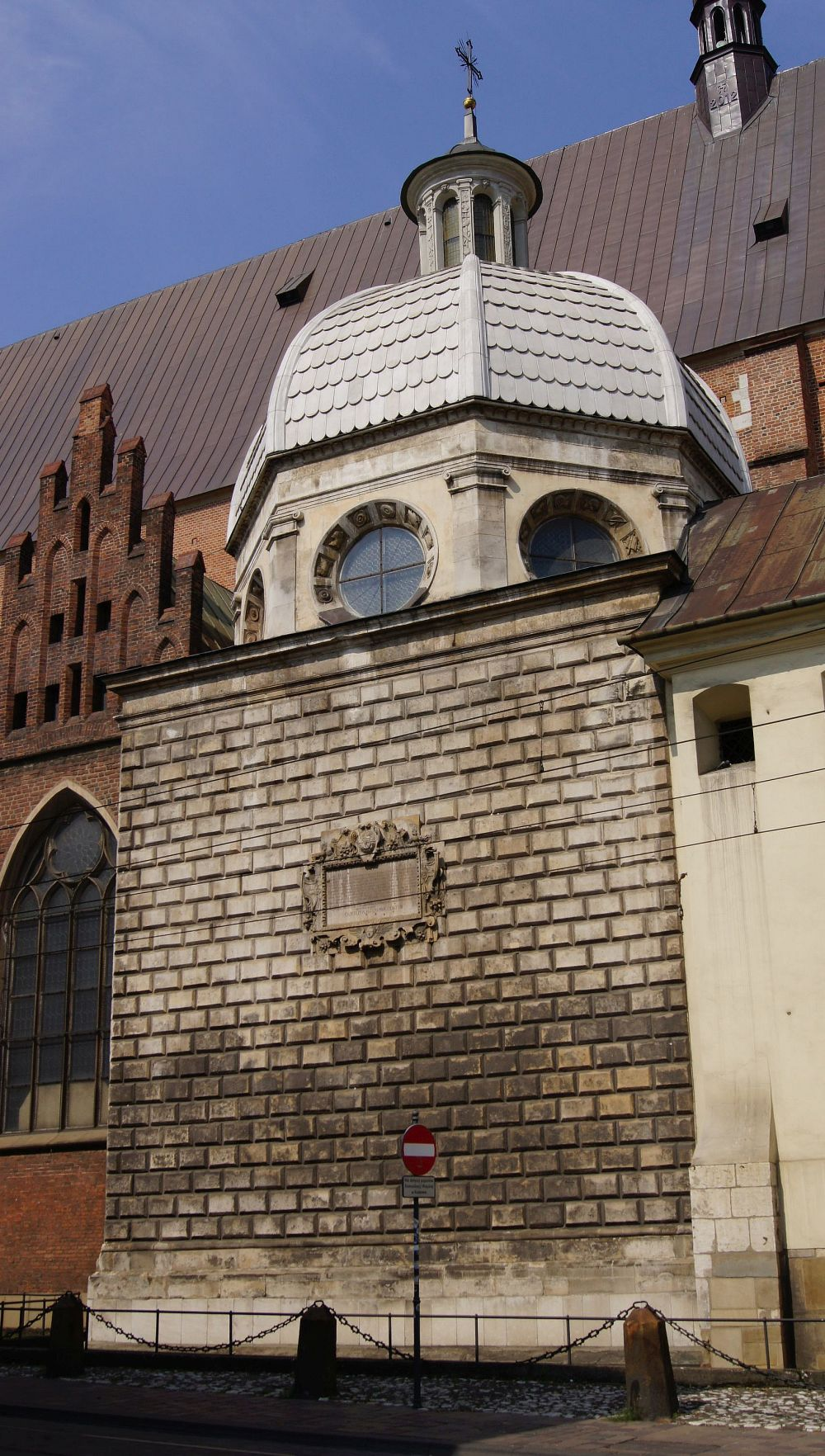
Kaplica Myszkowskich w Krakowie, miejsce pochówku Zygmunta Gonzagi Myszkowskiego.

Zygmunt Gonzaga Myszkowski (ur. ok. 1562 roku, zm. 5 lipca 1615 roku w Bassano koło Trydentu) – marszałek wielki koronny, doradca króla Zygmunta III Wazy, założyciel Ordynacji Myszkowskich, starosta wiślicki (1600) i goszczyński (1605), starosta nowokorczyński od 1600 roku.

## Życiorys

### Młodość
Był synem Zygmunta z Przecisowa i Beaty Przerembskiej, bratem Jana i Piotra oraz bratankiem biskupa Piotra Myszkowskiego. W 1575 roku wraz z bratem Janem studiował na uniwersytecie w Heidelbergu. Wychowywany w wyznaniu kalwińskim, po śmierci ojca opiekę nad młodym Myszkowskim przejął stryj biskup krakowski Piotr Myszkowski, który skłonił jego oraz jego brata Piotra do konwersji na katolicyzm. Przejście na wiarę katolicką miało uroczysty charakter; w listopadzie 1578 roku, w kościele Dominikanów w Krakowie, nastąpiło oficjalne odprzysiężenie obu braci Myszkowskich od wiary ewangelicko-reformowanej. Następnie został wysłany na nauki do kolegium jezuickiego w Sienie, gdzie przebywał na dworze księcia Franciszka.

### Margrabia – ordynat
Po śmierci stryja Piotra w 1591 roku, odziedziczył Myszkowski po biskupie krakowskim, poza sporymi sumami pieniężnymi, dwa duże kompleksy dóbr: pińczowski oraz chroberski. W 1592 roku w pobliżu Pińczowa, założył nowe miasto Mirów. Rok później uzyskał od króla pozwolenie na drugi jarmark w Pińczowie. W latach 1593–5 administrował żupy solne krakowskie. W 1596 roku Myszkowski wraz z bratem Piotrem otrzymał od papieża Klemensa VIII tytuł margrabiego, a w 1597 roku, podczas pobytu w Mantui, obaj bracia Myszkowscy zostali adoptowani do rodu Gonzagów.
Herb Myszkowskich, Jastrzębiec, został udostojniony: na tarczy herbowej oprócz rodowego godła Myszkowskich znalazły się barwy i emblematy Gonzagów. W 1601 roku otrzymał Myszkowski w dożywocie od Zygmunta III Wazy trzy wsie w powiecie chęcińskim: Brzegi, Brzeźno i Żerniki. W tym samym roku, dzięki zabiegom Myszkowskiego i jego brata Piotra, sejm uchwalił konstytucję pozwalającą na utworzenie z ich dóbr ordynacji, na którą składał się zamek i miasto Pińczów z przyleglościami oraz Chroberz z zamkiem i okolicznymi wsiami.

### Działalność polityczna
Na arenie politycznej Myszkowski pojawił się po raz pierwszy w 1587 roku, kiedy to podpisywał uchwały woj. krakowskiego na okazowaniu w Proszowicach. W 1588 roku otrzymał starostwo piotrkowskie, które kilka lat później porzucił na rzecz bardziej dochodowego – korczyńskiego. W 1593 roku został posłem województwa krakowskiego na sejm. W 1598 roku, już jako margrabia, został kasztelanem wojnickim. Od 1601 roku związał się z obozem regalistów; w 1603 roku dzięki protekcji biskupa kujawskiego, Jana Tarnowskiego oraz osobistemu wyborowi króla, otrzymał Myszkowski urząd marszałka wielkiego koronnego; po śmierci prymasa Tarnowskiego w 1604 roku faktycznie kierował sprawami państwa. Jako zaufany powiernik Zygmunta III Wazy jeździł Myszkowski do Rzymu, do papieża, oraz do Pragi, do cesarza Rudolfa II Habsburga, prowadząc tajne pertraktacje w sprawie małżeństwa króla z arcyksiężniczką Konstancją, siostrą zmarłej żony Zygmunata III – Anny. Pod koniec 1605 roku w Grazu zawarł Myszkowski ślub z arcyksiężniczką w zastępstwie króla. 7 października 1606 roku podpisał ugodę pod Janowcem. Podczas rokoszu sandomierskiego należał do obozu stronników królewskich, a po przegranej rokoszan opowiedział się za okazaniem łaski przeciwnikom. W 1608 roku wyruszył Myszkowski w podróż gdzie na zagranicznych dworach dementował dyskredytujące Zygmunta III Wazę plotki szerzone przez rokoszanina Janusza Radziwiłła; w Rzymie spotkał się z papieżem Pawłem V, w Paryżu gościł na dworze Henryka IV, w Londynie złożył wizytę królowi Jakubowi I. Po powrocie do kraju w 1609 roku rozpoczął Myszkowski przygotowania do wyprawy zbrojnej na Moskwę; pragnął panowania Wazów w Cesarstwie Rosyjskim oraz odzyskania przez nich tronu szwedzkiego.
Myszkowski był przeciwnikiem demokracji; propagował reformę ustroju w duchu absolutystycznym poprzez likwidację izby poselskiej oraz ograniczenie liczebne senatu do 51 wojewodów, duchownych, przednich kasztelanów i urzędników koronnych. Władza monarchy miała być także wzmocniona ekonomicznie poprzez reformę zarządu królewszczyzn i zakaz wywożenia annat biskupich za granicę.

### Mecenas sztuki
Margrabia był wielkim miłośnikiem i propagatorem kultury i sztuki włoskiej (przez szlachtę przezywany był nawet "włoszkiem"). Na dwór królewski sprowadzał włoskich malarzy, rzeźbiarzy i muzyków; kupował dla Zygmunta III Wazy płótna włoskich mistrzów. Otoczony przez Myszkowskiego szczególną opieką Pińczów, stał się skupiskiem włoskich kamieniarzy, rzeźbiarzy i sztukatorów. Właśnie w Pińczowie mieszkał i miał swój warsztat kamieniarski Santi Gucci, królewski rzeźbiarz i architekt, któremu to Myszkowski zlecił wykonanie projektów rozbudowy i przebudowy w stylu manierystycznym zamku pińczowskiego oraz budowy kaplicy św. Anny, którą wzniesiono na pamiątkę jubileuszu 1600 roku. Po śmierci Gucciego jego warsztat kamieniarski wzniósł dla Myszkowskiego słynną łaźnię pińczowską, fontannę na pińczowskim rynku oraz kaplicę-mauzoleum przy kościele Dominikanów w Krakowie.

### Życie prywatne
13 października 1591 roku w Nowym Korczynie Myszkowski poślubił damę dworu królowej Anny Habsburżanki – Elżbietę Boguszównę z Ziemblic (zm. 1643), córkę Jana, kasztelana zawichojskiego. Przyszła żona Myszkowskiego pochodziła z rodziny ariańskiej, jednak gdy trafiła na dwór królewski, porzuciła wiarę braci polskich na rzecz katolicyzmu. Z małżeństwa z Elżbietą Boguszówną miał Myszkowski trzech synów i pięć córek. Synowie: Jan (zm. 1621), starosta korczyński, II ordynat, Ferdynand (zm. 1647), dworzanin królewski, starosta grodecki, III ordynat, i Władysław zmarli bezpotomnie. Trzy córki (Eleonora, Beata i Konstancja) wstąpiły do klasztoru, czwarta Salomea pozostała w panieństwie, piąta Anna wyszła za Mikołaja Komorowskiego z Żywca.

### Śmierć
Zygmunt Gonzaga Myszkowski zmarł po 15 lipca 1615 roku w Bassano koło Trydentu, w trakcie swej szóstej wyprawy do Włoch. Zwłoki sprowadzono do Polski i 17 grudnia 1615 roku uroczyście pochowano w rodzinnym mauzoleum przy kościele Dominikanów w Krakowie.

## Portrety
- Portret Zygmunta Gonzagi Myszkowskiego, miedzioryt Aegidiusa Sadelera z ok. 1615 roku[7][8][9][10]
- Popiersie w kaplicy Myszkowskich w kościele Dominikanów w Krakowie
- Obraz olejny z 1 połowy XVII wieku, znajdujący się dawniej na zamku w Chrobrzu, obecnie w Muzeum Narodowym w Kielcach[11]